# Barbara Gozens
Barbara Hilda Gozens (Amsterdam, 21 februari 1952) is een Nederlandse actrice die bekend is van televisieseries en theaterstukken. Ze vertolkte onder meer de rol van Leila de Wit in Vrouwenvleugel. 
Ze groeide op in Hilversum en voltooide de opleiding aan de Academie voor Expressie in Utrecht en daarna de Toneelschool in Arnhem. Ze begon bij Toneelgroep Sater, waarna ze na het Ro Theater en verschillende ad hoc produkties zeven jaar bij Toneelgroep Theater (later Oostpool) in Arnhem speelde. De laatste jaren heeft ze ïn verschillende produkties van Toneelgroep Wúrz, Theatergroep de Kern en Toneelgroep De Stoelen gespeeld, waaronder kort geleden de solo "Ik en mijn Broer". Barbara is regelmatig te horen in tekenfilms als stemactrice en zij speelde in de musical "La Cage aux Folles".  
Daarnaast werkt ze als trainingsactrice, met als specialisatie mensen met psychische aandoeningen. 

## Televisie en film
- 2024 - De jackpot - Moeder van Samantha
- 2023 - Commercial RABO-bank - oude vrouw
- 2023 - Niets is voor altijd - Clara
- 2022 - Commercial KLM - reiziger
- 2020 - Kerstgezel.nl - dokter
- 2018 - Commercial Beter Horen - echtgenote
- 2016-2017 - E-learning films - educatief
- 2015 - Motief voor moord - Moeder van Simone
- 2014 - Commercial Bol.com - chique dame
- 2014 - Typisch Carlo en Irene - doktersassistente
- 2013 - Flikken Maastricht - José Tinnemans
- 2013 - Het meisje aan de overkant - Isa
- 2010 - De TV Kantine - lerares
- 2003 - Ernstige Delicten - mevrouw Van Veen
- 2001 - Goede daden bij daglicht 2 - moeder van Marjan
- 2000 - Goede tijden, slechte tijden - Catharina Kortenaer
- 1997-1998 - Goede daden bij daglicht - Linda
- 1993-1995 - Bureau Kruislaan - Thea Montijn, Clara
- 1991-1994 - 12 steden, 13 ongelukken - Lydia, collega
- 1993 - Vrouwenvleugel - Leila de Wit
- 1992 - Ha, die Pa! - Erna Vonk
- 1990 - Spijkerhoek - Sonja Kersten
- 1986 - Zeg 'ns Aaa - Hermien
- 1979 - De Hospita - hospita
- 1975 - Elckerlyc - meerdere rollen

## Theater
- 2023 - Hurricanes  - Ludwig Sander
- 2022-2023 - Van over de Rivieren - Hans van Hechten
- 2016-2022 - Ik en mijn Broer - Hans van Hechten
- 2009-2013 - De Stoelen, Ionesco - Jules Terlingen
- 2007 - Aat's Odyssee, Don Duyns - Jeroen Kriek
- 2007 - Generatie Oost - Lidwien Roothaan
- 2004 - School voor Vrouwen, Molière - Jan-Jaap Jansen
- 2003-2004 - Peyton Place, Grace Metalious - Jules Terlingen
- 2003 - Kwelling, Herman Heijermans, Tjeerd Bischoff - Ad van Kempen
- 2001-2002 - Koning Willem I of het verlies van België - Jan-Jaap Jansen
- 2001 - Een wonderbaarlijke nacht, Slawomir Mrozek - Braat, Gieske
- 1999-2000 - De Vader, August Strindberg - Jules Terlingen
- 1995-1996 - La Cage aux Folles - Shireen Strooker (Stardust)
- 1992 - De Tentoonstelling, Thomas Verbogt - Agaath Witteman
- 1991 - Een bruid in de morgen, Hugo Claus - Marcelle Meulemans
- 1989 - Hamlet en Electra - Jaap de Knegt
- 1988 - Bikkelhard, David Hare - Pieter Loef
- 1987 - Angelo & Rosanna, Lodewijk de Boer - Theu Boermans
- 1986 - Vaders en zonen, Toergenjev - Christiaan Nortier
- 1986 - Rien ne va plus, Poliakoff - Helmert Woudenberg
- 1985 - Cyrano de Bergerac, Rostand - Helmert Woudenberg
- 1985 - Driekoningenavond, Shakespeare - Helmert Woudenberg
- 1985 - Tartuffe, Molière - Helmert Woudenberg
- 1984 - Grieks, Steven Berkoff - Gees Linnebank
- 1984 - Egmond, Goethe - Gees Linnebank
- 1984 - Aziza, Bodoera en de mooie danseres van Yedo - Helmert Woudenberg
- 1983 - Als de tijd daar is - Ursul de Geer
- 1983 - De woonschuit, August de Defresne - Roel Twijnstra
- 1983 - Meters Macht - Agaath Witteman
- 1980-1983 - Toneelgroep Sater